# Blanche-Neige et les Trois Stooges
Pour plus de détails, voir Fiche technique et Distribution.
Blanche-Neige et les Trois Stooges (Snow White and the Three Stooges) est un film américain réalisé par Walter Lang et Frank Tashlin, sorti en 1961.

## Synopsis
Une version de Blanche-Neige dans laquelle elle rencontre les Trois Stooges.

## Fiche technique
- Titre original : Snow White and the Three Stooges
- Titre français : Blanche-Neige et les Trois Stooges
- Réalisation : Walter Lang et Frank Tashlin (non crédité)
- Scénario : Noel Langley, Elwood Ullman et Charles Wick
- Musique : Lyn Murray
- Photographie : Leon Shamroy
- Montage : Jack W. Holmes
- Production : Charles Wick
- Société de production : Chanford Productions et 20th Century Fox
- Société de distribution : 20th Century Fox (États-Unis)
- Pays :  États-Unis
- Genre : Aventure, comédie, fantastique et film musical
- Durée : 107 minutes
- Dates de sortie : 
  -  États-Unis : 21 juin 1961

## Distribution
- Carol Heiss : Blanche-Neige

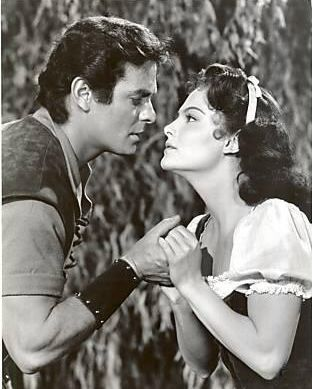
Blanche-Neige (Carol Heiss) et le prince charmant (Edson Stroll).

- Edson Stroll : le prince charmant / Quatro
- Patricia Medina : la méchante reine / la sorcière / la Gitane Matilda, la méchante belle-mère de Blanche-Neige
- Joe DeRita : Curly-Joe
- Larry Fine : Larry
- Moe Howard : Moe
- Guy Rolfe : le comte Oga
- Michael David : Rolf
- Buddy Baer : Hordred
- Edgar Barrier : le roi Augustus

## Box-office
Le film a été un échec au box-office.